# 唐国強 (外交官)
唐 国強（とう こくきょう、1951年6月 - ）は、中華人民共和国の外交官。

## 経歴
1951年6月、上海市で生まれる。1974年に復旦大学を卒業後、同年、中華人民共和国外交部翻訳室に入局。翌年、唐国強はイギリスのロンドン・スクール・オブ・エコノミクスに1年間進修した。1976年帰国後、中華人民共和国外交部翻訳室の課員である。1981年、国連ジュネーブ事務所職員に転任。1983年、中華人民共和国駐パプアニューギニア独立国大使館の三等秘書。1985年、中華人民共和国外交部報道局三等秘書兼副処長に就任。1991年、中華人民共和国駐英国大使館の一等秘書、参事官に転任。1996年、中華人民共和国外交部報道局（新聞司）報道官兼副司長に就任。1998年、中華人民共和国外交部香港特別行政区駐在特派員公署副特派員に転任。2002年、中華人民共和国駐チェコ共和国特命全権大使に転任。2006年、中華人民共和国のウィーン駐在国連及びその他の国際組織代表、特命全権大使兼国連駐在工業発展組織代表、国際原子力機関駐在代表。2009年、中華人民共和国駐ノルウェー王国特命全権大使に転任。2012年、中国太平洋経済協力全国委員会会長。